# قصة حياة فريدريك دوغلاس
قصة حياة فريدريك دوغلاس (بالإنجليزية: Narrative of the Life of Frederick Douglass)‏ هو كتاب مذكرات ومقال على إلغاء العبودية كتبه الخطيب الشهير والعبد السابق فريدريك دوغلاس عام 1847. ويعتبر عموما أشهر ما كتبه العبيد السابقون خلال نفس الفترة. في التفاصيل الواقعية، يصف النص أحداث حياته، ويعتبر أحد النصوص الأكثر تأثيرا في الأدب، والتي أوقدت حركة إلغاء العبودية في مطلع القرن التاسع عشر في الولايات المتحدة.
يشمل النص أحد عشر فصلا، تروي حياة دوغلاس كعبد وطموحه أن يصبح رجلا حرًا.